# Saimyō-ji (Präfektur Tochigi)

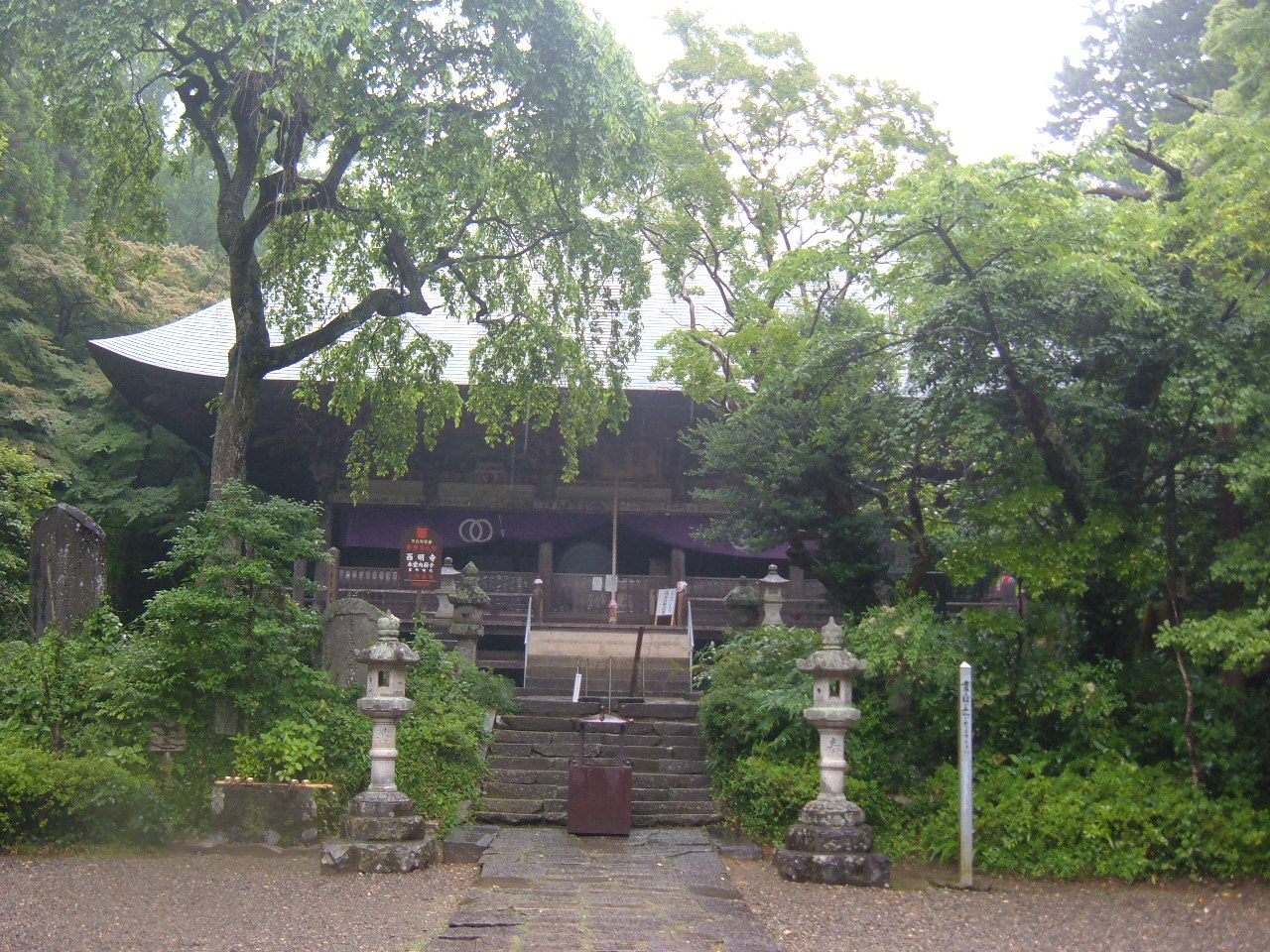
Haupthalle

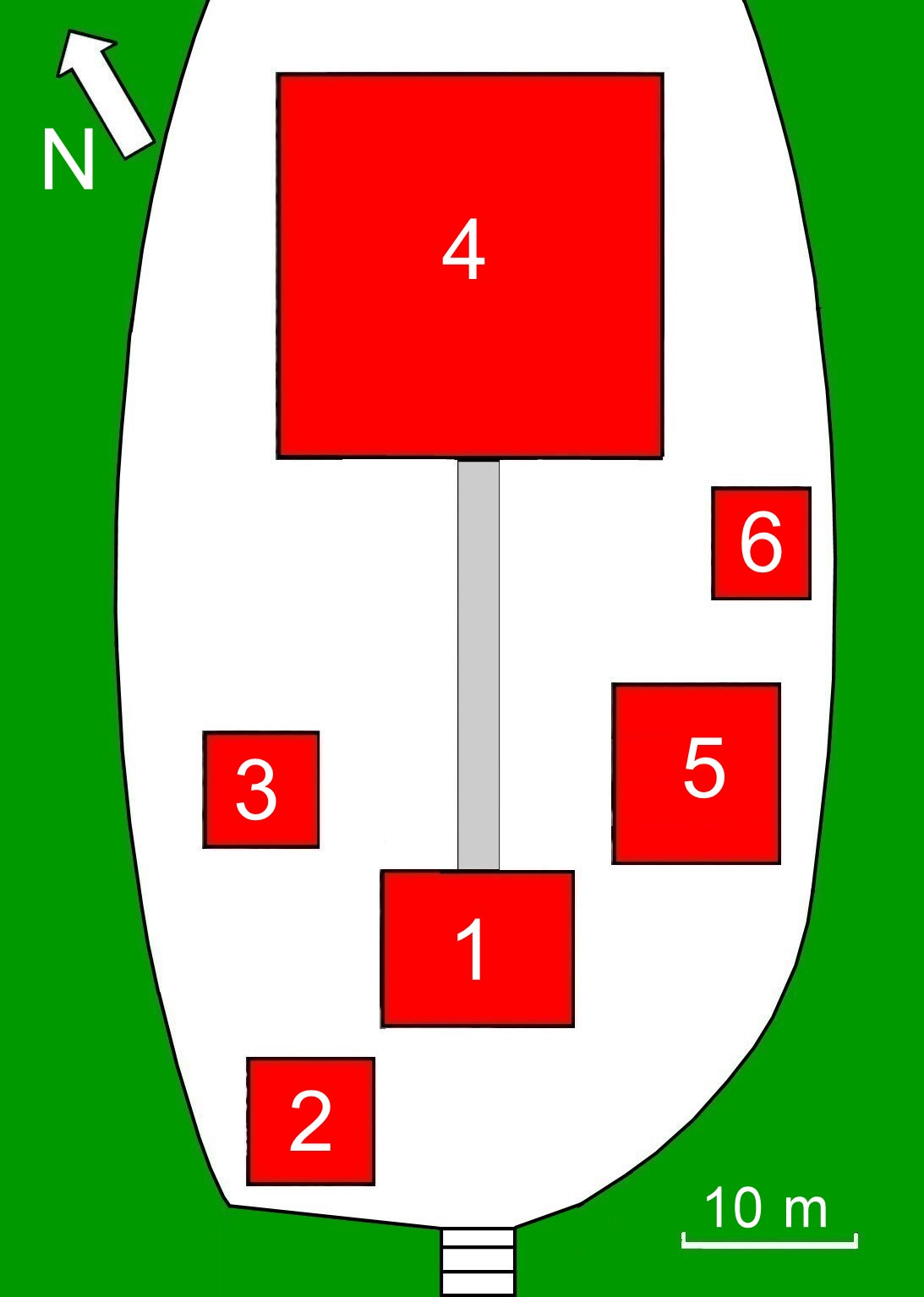
Plan des Tempels (s. Text)

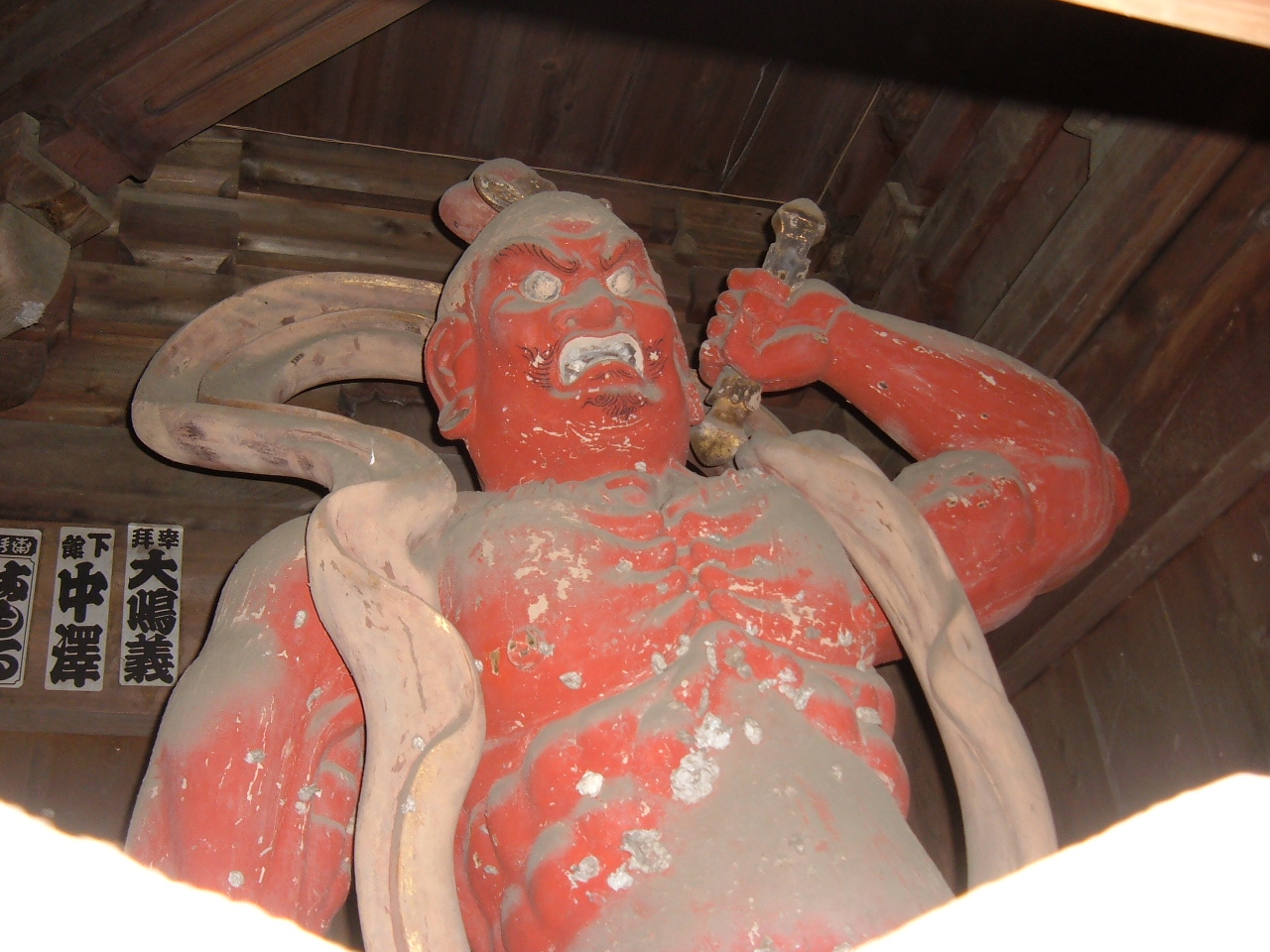
Tempelwächter

Der Saimyō-ji (japanisch 西明寺) mit den Bergnamen Tokko-san (独鈷山) und dem Untertempelnamen Zenmon-in (善門院) ist ein Tempel des Buzan-Zweiges (豊山派 Buzan-ha) der Shingon-Richtung des Buddhismus. Der Tempel liegt am Berg Tokko in Mashiko (Präfektur Tochigi), Japan. Er ist in der traditionellen Zählung der 20. der 33 Tempel der Kantō-Region.

## Geschichte
Der Überlieferung nach wurde der Tempel von Priester Kūkai im 9. Jahr Tempyō (737) begonnen. 739 baute Ki no Arimaro (紀 有麻麿) den Tempel aus. Im 12. Jahrhundert verfiel der Tempel, als aber Utsunomiya Kagefusa (宇都宮 景房) 1209 Ōdanna wurde, wurde der Tempel wieder aufgebaut. 1255 sorgte der 5. Regent des Kamakura-Bakufus, Hōjō Tokiyori (1227–1263) dafür, dass die Tempelanlage vervollständigt wurde. Dann brach das Kamakura-Shogunat zusammen, und es kam zu den Unruhen während der Zeit des Namboku-chō, wobei der Tempel zerstört wurde. In der Muromachi- und der Edo-Zeit kam es zum Wiederaufbau. Dabei entstand die Anlage, wie wir sie heute vorfinden.

## Die Anlage
Der Weg von der Straße hoch zum Tempel, der Sandō (参道), führt durch einen dichten Shii-Wald, der als Naturdenkmal der Präfektur registriert ist. Der Weg endet in einer Treppe, die zum Tempeltor (山門 Sanmon; im Plan 1) führt. Es ist hier als Niō-Tor (仁王門 Niō-mon), also als Tor mit den beiden Tempelwächtern rechts und links vom Durchgang und als Turmtor (楼門 Rōmon) ausgeführt. Das Tor stammt aus dem Jahr 1492 und ist als Wichtiges Kulturgut Japans registriert.
Neben dem Tempeltor steht eine Dreistöckige Pagode (三重塔 Sanjū-no-tō; 2), die oben, eher unüblich, mit Kupferblech gedeckt ist. Sie ist als Wichtiges Kulturgut Japans registriert. Daneben steht der hohe Glockenturm (鐘楼 Shōrō; 3), davor sieht man die Haupthalle (本堂 Hondō; 4), beide Gebäude sind als Kulturgut der Präfektur registriert. Auf der rechten Seite steht die Emma-dō (閻魔堂; 5), in der ein „Lachender Emma“ verehrt wird. Dahinter befindet sich die kleine Kōbō-Daishi-dō (弘法大師堂; 6), also der Pavillon, der dem Tempelgründer Kūkai gewidmet ist.